# Ruptly
Ruptly GmbH是一家俄罗斯国有视像新闻机构，专门从事视像点播，总部位于德国柏林。它是俄罗斯国有媒體RT電視台的子公司。Ruptly拥有媒体频道Redfish ，并且是数碼内容公司Maffick的主要股东。Ruptly的首席执行官是Dinara Toktosunova。在俄罗斯入侵乌克兰和媒体审查后，该公司面临员工外流。